# ورزش‌ها و بازی‌های سنتی

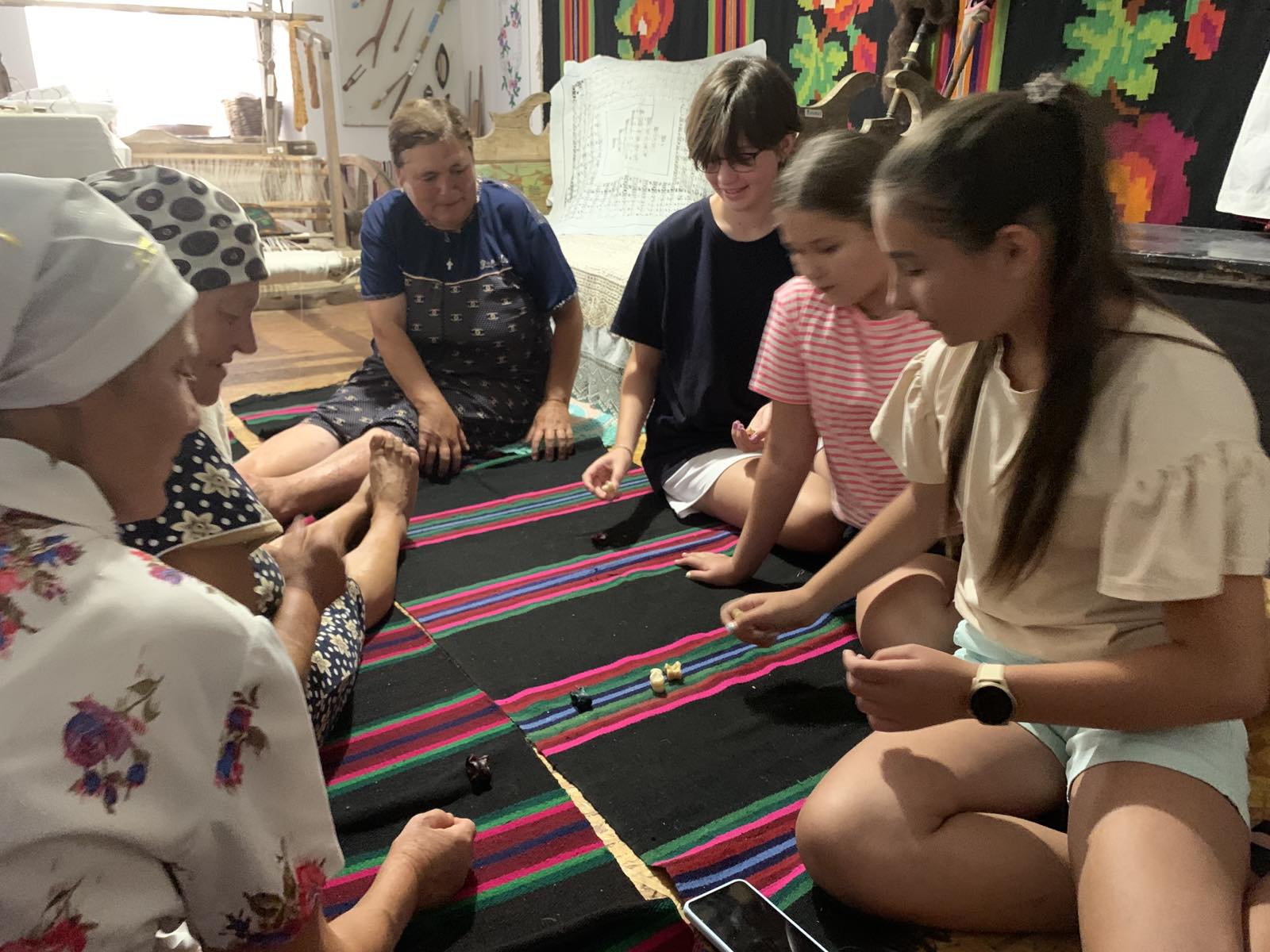
بازی سنتی عامیانه "آشیک" - عنصری از میراث فرهنگی ناملموس اوکراین.این بازی با "آشیک" استخوانی در حیوانات و انسان انجام می شود. از استخوان آشیک پاهای عقب حیواناتی مانند بز یا گوسفند برای بازی استفاده می شود. بازی زمانی شروع می شود که همه بازیکنان اشیک های خود را در دایره ای که روی زمین کشیده شده است قرار دهند. هدف هر بازیکن این است که با ضربات خود اشیک ها را از دایره خارج کند.

ورزش‌ها و بازی‌های سنتی مجموعه‌ای از فعالیت‌های بدنی را می‌گویند که مردم سراسر جهان، سده‌ها پیش از ظهور ورزش‌های امروزی، انجام می‌دادند. بسیاری از این فعالیت‌ها محبوبیت خود را از دست دادند یا، طی دوران استعمار، به‌دنبال تحمیل و گسترش ورزش‌های غربی، از میان رفتند. این زوال، بیشتر، در دوران پسااستعمار رخ داده است.
یونسکو ورزش‌ها و بازی‌های سنتی را همچون گونه‌ای از «میراث فرهنگی ناملموس» ترویج می کند و یک کمیتهٔ مشورتی اختصاصی در این زمینه دارد. یونسکو تاکنون چهار نشست مشورتی جمعی برگزار کرده است که در آخرینِ آن‌ها، در سال ۲۰۱۸، ۸۲ تن از ۴۰ کشور شرکت داشته‌اند. این نهاد در تأسیس شورای بین‌المللی ورزش‌ها و بازی‌های سنتی  در سال ۲۰۱۸ نقشی اساسی ایفا کرده است. ۱۴ اوت به‌عنوان روز جهانی ورزش‌ها و بازی‌های سنتی انتخاب شده است.
همچنین در گذشته جنبه‌ی تفریحی و شادی این بازی‌ها استقبال گسترده‌ی همه‌ی سنین و اقشار جامععه را به عنوان نوعی ورزش و تفریح به دنبال داشت. این بازی‌ها به نوعی اصلی‌ترین پرکننده‌ی اوقات فراغت در گذشته برای تمام سنین محسوب می‌شد؛ با این وجود زندگی صنعتی، مشغله‌های کاری، ماشینی شدن و شهرنشینی زندگی امروزی، نقش این دسته از بازی‌های بومی و محلی که به نوعی ورزش با کمترین امکانات محسوب می‌شد را در زندگی امروزی کم‌رنگ کرده است.
این در حالی است که زندگی امروزی شدیداً نیازمند زمینه‌هایی است که فرصت تبادلات فرهنگی و اجتماعی و ارتباط بین نسل‌ها را فراهم کند؛ از این رو لزوم احیای این بازی‌ها از سوی مسئولان ورزشی و شهری کشور در استان‌ها و شهرهای کشور کاملاً احساس می‌شود.
از نگاه دیگر روان‌شناسان بر این باورند که نیاز انسان به بازی در حقیقت مصرف انرژی نهفته در وجود اوست و البته جامعه‌شناسان نیز بازی را وسیله‌ای برای تمرین انسان در زندگی اجتماعی توصیف می‌کنند. برخی دیگر نیز بر این باورند بازی خود هنری است که ناشی از فرهنگ و آداب و سنن در هر جامعه است که اگر بخواهیم به این مقوله، عمیق بنگریم بازی همه‌ی نظرات و تعریف‌های فوق را در بر می‌گیرد.